# Corydalis franchetiana
Corydalis franchetiana är en vallmoväxtart som beskrevs av David Prain. Corydalis franchetiana ingår i släktet nunneörter, och familjen vallmoväxter. Inga underarter finns listade i Catalogue of Life.